# Mario Almada
Mario Almada Otero (Huatabampo, Sonora; 7 de enero de 1922 - Cuernavaca, Morelos; 4 de octubre de 2016) fue un actor mexicano, hermano del actor Fernando Almada. Apareció en cine y televisión por siete décadas y actuó en más de 300 películas. Su carrera se centró en el cine mexicano de acción, en el que su papel característico fue el de justiciero.Fue un icono del cine Mexicano.

## Biografía y carrera
Nació en Huatabampo, Sonora, México. Pertenecía a una familia humilde y trabajadora del Estado de Sonora. De sus hermanos, sólo él (Mario) y Fernando Almada se dedicaron a la actuación. Siendo joven, Almada se mudó a Ciudad Obregón, Sonora, y posteriormente a Guadalajara, donde vivió por varios años hasta que finalmente se estableció en la Ciudad de México. Ahí comenzó a trabajar en un centro nocturno llamado "Cabaret Señorial" que era propiedad de su padre.
Dado que su hermano Juan Fernando había iniciado una carrera en el cine como actor, Almada inicia en el medio como productor, y en 1963 escribe su primer guion para una película. De sus inicios como actor, Almada inició sustituyendo a Bruno Rey en la película Los jinetes de la bruja (1965). Continuaría en cintas como Todo por nada (1968) y Por eso (1970), producidas por su hermano y su padre.
Para el final de la década de los 60, Mario junto a su hermano ya estaban empezando como protagonistas en westerns como Emiliano Zapata. En 1969 Almada obtiene un papel en la película El tunco Maclovio, al lado de Julio Alemán. Por su actuación en este filme obtuvo el premio Diosa de Plata al Mejor Actor Coprotagónico. Por esos años, los hermanos Almada intentan fundar su propia compañía productora, la cual no prosperó debido a que, por la inexperiencia en los negocios y un mal acuerdo, no obtuvieron suficientes ganancias.
En los años setenta Almada trabajó en un gran número de cintas de distintos géneros. En esos años el cine mexicano vivía una crisis. La producción privada era prácticamente inexistente, y todas las productoras importantes estaban controladas por el Estado. Trabajó en westerns (Los doce malditos, 1972), reconstrucciones históricas (Aquellos años, 1972) al lado de Irma Serrano; en cintas de escatología y tremendismo (La isla de los hombres solos, 1973); en segundas versiones (Los desarraigados, 1975, sobre la película homónima de Gilberto Gazcón de 1958). Aceptó ser coestrella de Vicente Fernández, (El Arracadas, 1977); en cintas de narcotráfico (La banda del carro rojo, 1976), en adaptaciones literarias (Divinas palabras, 1977); en melodramas rancheros (Mariachi, 1976), y en melodramas urbanos, (Para usted, jefa, 1979).
El tema de la venganza justiciera prevalece en sus papeles, sobre todo en aquellas dirigidas por Pedro Galindo como Los desalmados (1970); Todo el horizonte para morir (1970); El pistolero del diablo (1973); en 1981 reforzó este tema con Cazador de asesinos del director José Luis Urquieta, la cual está basada en el corrido de mismo nombre de Los Cadetes de Linares. 
Por otro lado, trabajó en películas con otros temas, como La viuda negra (1977) y La fuga del rojo (1982). Sin embargo, Almada reconoce que: «Es difícil quedar satisfecho con el trabajo que uno hace, y siempre espera que la siguiente película sea mejor, aunque la gente lo que pide es acción. Hice películas de otro género como Divinas palabras, La india y no tuvieron éxito, la gente no las fue a ver, prefieren la acción y eso ha sostenido a la industria.» En 1987 volvió a ser nominado por segunda vez al Ariel con su papel protagónico de Chido Guan en el film Tacos de Oro, la historia de un equipo de fútbol que está a punto de perder hasta que Chido Guan (Mario) le ayuda a ganar. De nuevo, la película fue filmada en 1985, pero la Academia Mexicana de Artes y Ciencias Cinematográficas no la nominó hasta 1987.
En 1990 Almada coprotagoniza La Camioneta Gris con Los Tigres del Norte, con quienes ya había trabajado en La Banda del Carro Rojo (1978).
De 1997 a 2001 fue por el grupo musical Exterminador para prestar su voz en grabaciones y aparecer en la tapa de sus discos del género narcocorridos.

### Últimos años
Las películas de Almada continuaron con temas de tráfico de drogas y violencia. Hizo el papel de un padrino en la película de 2006 "Bajo la misma luna". La película trata de un muchacho que atraviesa la frontera méxico-estadounidense para reunirse con su madre. El nombre de la película fue cambiado a "La misma luna" desde enero del 2007 y fue oficialmente estrenada en México el 7 de septiembre de 2007 y en los Estados Unidos el 28 de septiembre de 2007.
En 2008 Almada tuvo un papel secundario durante la segunda temporada de la serie mexicana de televisión "El Pantera", haciendo el papel de un narcotraficante: Don Almagro. En 2010, apareció en la sátira de narco "El Infierno", hecha por Luis Estrada. Tenía el papel de un traficante de drogas conocido como "El Texano", un intermediario entre los productores de narcóticos y la gente de Don José Reyes. Esto fue un papel poco frecuente en su carrera, dado que sus películas estaban relacionadas con la mafia y realizaba papeles de un oficial de la policía incorruptible o un ciudadano pacífico quien finalizaba viendo la venganza. Su última participación en el cine fue en la cinta "El Centenario", que filmó en julio de 2016.
A pesar de que Mario ya se encontraba en una edad muy avanzada, continuó trabajando en el cine hasta su fallecimiento. Por otro lado, su hermano Fernando Almada se retiró del cine a mediados de la década de 2000; su última película fue La viuda de Chihuahua, estrenada en 2003.

### Muerte
Mario Almada murió a la edad de 94 años de un ataque al corazón el 4 de octubre de 2016. Le sobreviven sus hijos Mario Almada, Leticia Almada, Marcos Almada y Patricia Almada. El 20 de diciembre de 2016 fue tendencia en Twitter ya que varios medios publicaron que había muerto ese día en la misma ciudad de Cuernavaca, en el estado mexicano de Morelos.[cita requerida]

## Reconocimientos
El actor de El Infierno recibió en 2013 el Ariel de Oro a su trayectoria actoral por la Academia Mexicana de Artes y Ciencias Cinematográficas (AMACC). También era conocido como "El Justiciero del Cine Mexicano". Sus personajes más destacados fueron "El Comisario", "El Sheriff", Maclovio Garza, Juan Mariscal, "El Zarco" y Don Lucio Arriaga.

## Críticas
Los hermanos Almada han sido objeto de crítica por parte de periodistas y opinión pública, que cuestionan la calidad literaria y el contenido de sus películas, muchas ellas de corte violento, en las que se exalta y aclama a criminales como narcotraficantes y contrabandistas.

## Premios

### Diosa de Plata
| Año  | Categoría                 | Película          | Resultado |
| ---- | ------------------------- | ----------------- | --------- |
| 1968 | Revelación del Año        | Todo por nada     | Ganador   |
| 1969 | Mejor Actor Coprotagónico | El tunco Maclovio | Ganador   |

### Premios Ariel
| Año  | Categoría   | Película                    | Resultado |
| ---- | ----------- | --------------------------- | --------- |
| 1987 | Mejor actor | Chido Guan, el tacos de oro | Nominado  |
| 1984 | Mejor actor | La viuda negra              | Nominado  |

## Filmografía
- Los jinetes de la bruja (En el viejo Guanajuato) (1966)
- El tesoro de Atahualpa (1968)
- Todo por nada (1968)
- Sculo (1970)
- Emiliano Zapata (1970)
- El tunco Maclovio (1970)
- Eye for an Eye (1971)
- Los desalmados (1971)
- Todo el horizonte para morir (1971)
- No Exit (1971)
- Por eso (1972)
- Indio (1972)
- Los indomables (1972)
- Los hombres no lloran (1973)
- Aquellos años (1973)
- La tigresa (1973)
- Los doce malditos (1974)
- Mulato (1974)
- Debieron ahorcarlos antes (1974)
- La isla de los hombres solos (1974)
- Pistolero del diablo (1974)
- Los galleros de Jalisco (1974)
- Simón Blanco (1975)
- El valle de los miserables (1975)
- Un mulato llamado Martín (1975)
- Peor que las fieras (1976)
- El hombre (1976)
- La India (1976)
- Los desarraigados (1976)
- Longitud de guerra (1976)
- En defensa propia (1977)
- La viuda negra (1977)
- Dinastía de la muerte (1977)
- Divinas palabras (1977)
- Los temibles (1977)
- Mariachi Fiesta de sangre (1977)
- Mil millas al sur (1978)
- Carroña (1978)
- La banda del carro rojo (1978)
- El arracadas (1978)
- El cuatro dedos (1978)
- The Whip (1978)
- Cyclone (1978)
- El fin del tahúr (1979)
- 357 magnum (1979)
- La mafia de la frontera (1979)
- El cortado (1979)
- Puerto maldito (1979)
- El gatillo de la muerte (1980)
- Ay Chihuahua no te rajes! (1980)
- La sucesión (1980)
- Traficantes de pánico (Under Siege) (1980)
- El rey de los tahúres (1980)
- Para usted jefa (1980)
- Emilio Varela vs Camelia la Texana (1980)
- La muerte del Palomo (1981)
- Treinta segundos para morir (1981)
- Pistoleros famosos (1980)
- Herencia de muerte (1981)
- El extraño hijo del Sheriff (1982)
- El canto de los humildes (1982)
- Una leyenda de amor (1982)
- Contrabandos humanos (1982)
- Las pobres ilegales (1982)
- San Miguel el alto (1982)
- La mugrosita (1982)
- Los cuates de la Rosenda (1982)
- Los dos matones (1983)
- Cazador de asesinos (1981)
- Aborto: Canta a la vida (1983)
- El Criminal (1983)
- Siete en la mira (1984)
- Asalto en Tijuana (1984)
- Gatilleros del Río Bravo (1984)
- Encuentro con la muerte (1984)
- Cacería de un criminal (1984)
- La muerte del chacal (1984)
- Hombres de acción (1984)
- Cobra Gang (1985)
- Operación marihuana (1985)
- El escuadrón de la muerte (1985)
- Tacos de oro (1985)
- Escape sangriento (1985)
- La fuga del Rojo (1985)
- El gatillo de la muerte (1985)
- El tráiler asesino (1985)
- Los dos frailes (1986)
- La venganza de la Coyota(1986)
- Cartucho cortado (1986)
- Verdugo de traidores (1986)
- La muerte de un pistolero (1986)
- At the Edge of the Law: Rescue Mission (1986)
- Un hombre violento (1986)
- La venganza del rojo (1986)
- The Killer Trailer (1986)
- Días de matanza (1987)
- Municipio de la muerte (1987)
- Emilio Varela vs. Camelia la Texana (1987)
- La jaula de oro (1987)
- Trágico terremoto en México (1987)
- Yo el ejecutor (1987)
- Ansia de matar (1987)
- The Bloody Monks (1988)
- Noche de buitres (1988)
- Me llaman violencia (1989)
- El fugitivo de Sonora (1989)
- Apuesta contra la muerte (1989)
- Violación (1989)
- Cargamento mortal (1989)
- El fiscal de hierro (1989)
- Cabalgando con la muerte (1989)
- El cuatrero (1989)
- Tres veces mojado (1989)
- Programado para morir (1989)
- Emboscada (1990)
- Prisioneros de la selva (1990)
- Agentes federales (1990)
- La secta de la muerte (1990)
- Atentado (1990)
- La mujer judicial (1990)
- En la línea del fuego (1990)
- Los demonios del desierto (1990)
- Atrapados en la coca (1990)
- Desafiando a la muerte (Agentes federales) (1990)
- La zona del silencio (1990)
- Noche de pánico (1990)
- Vivir o morir (1990)
- La justicia en sus manos (1990)
- La camioneta gris (1990)
- El homicida (1990)
- Carrera contra la muerte (1990)
- El último escape (1990)
- Un corazón para dos (1990)
- El fiscal de hierro 2: La venganza de Ramona (1990)
- Juan Nadie (1990)
- Policía rural (1990)
- Pueblo de madera (1990)
- Orden de aprehensión (1991)
- El silla de ruedas (1991)
- Chicago, pandillas salvajes (1991)
- Tijuana Jones (1991)
- Armas, robo y muerte (1991)
- Furia de venganza (1991)
- Maverick... Lluvia de sangre (1991)
- La huella de un asesino (1991)
- El corrido de los Pérez (1991)
- Chicago, pandillas salvajes II (1991)
- Reportera en peligro (1991)
- Tengo que matarlos (1991)
- Los tres gallos (1991)
- Hembras de tierra caliente (1991)
- Jóvenes delincuentes (1991)
- Traición (1991)
- Cadenas de violencia (1992)
- Terreno prohibido (1992)
- El oficio de matar (1992)
- Armas de fuego (1992)
- El fiscal de hierro 3 (1992)
- Pandilleros: (olor a muerte 2) (1992)
- Traficantes de niños (1992)
- Muerte en Tijuana (1992)
- El prófugo (1992)
- Alcohol, odio y muerte (1993)
- El salario de la muerte (1993)
- Tempestad de odio (1993)
- Un pistolero implacable (1993)
- Mariachi (1993)
- El silla de ruedas II (1993)
- Ranger II: El narcotunel (1993)
- Village of the Damned (1993)
- Trasplantes ilegales (1994)
- El hombre de Medellín (1994)
- Guardianes de la dimensión prohibida (1994)
- Duelo final (1994)
- Sinaloa, tierra de hombres (1994)
- Atrapados en la venganza (1994)
- El silla de ruedas 3 (Tienes que morir) (1994)
- El policía y el pareja (1994)
- Secuestro salvaje (1994)
- Morir a mi manera (1994)
- Uzi ráfaga mortal (1995)
- Yaqui indomable (1995)
- Un asesinato perfecto (1995)
- Fuerza maldita (1995)
- Una mujer con oficio (1995)
- La fuga de los Pérez (1995)
- Secuestro (1995)
- A sangre fría (1995)
- Mestizo (1995)
- El depredador voraz (1995)
- Traficantes de muerte (1995)
- Venganza silenciosa (1995)
- Señalado para morir (1995)
- La Cheyenne del Año (1995)
- La hiena humana (1995)
- El fiscal de hierro 4 (1995)
- La sombra del negro (1996)
- El gato de Chihuahua (1996)
- Viajero (1996)
- Tumba para un narco (1996)
- La juez Lobo (1996)
- El llamada de la sangre (1996)
- Violencia urbana (1996)
- Campeón (1997)
- El extraño visitante (1997)
- Vengarse matando (1997)
- Masacre nocturna (1997)
- Dos fieras Indomables ( 1997)
- Halcón asesino profesional (1997)
- Agentes de servicios especiales (1998)
- El séptimo asalto (1998)
- Conspiración exterminio (1998)
- Secreto de Confesión (1998)
- Justicia para un criminal (1998)
- El regreso de la bestia (1998)
- El dientes de oro (1998)
- El último cartucho (1999)
- El fantasma de la coca (1999)
- Ambición y exterminio (1999)
- Sendero mortal II (1999)
- Kilos de muerte (1999)
- Tumba para dos (1999)
- Ranger, la última misión (1999)
- Caminos chuecos (1999)
- AK 47 La Reina de Sinaloa (2002)
- Cuando llegan los mojados (2003)
- El tahúr de Michoacán (2005)
- Tragedia en Guatemala (2005)
- La misma Luna (2007)
- Duelo Entre Gallos (2008)
- El infierno (2010)
- El Sastre (2010)
- My First Movie (2013)
- Zona Invadida (2014)
- El crimen (2014)
- El Mariachi (2014)
- El Hijo Del Hijo Desobediente (2014)
- Casi treinta (2014)
- El Precio del Poder (2015)
- Me Dicen El Coyote (2015)
- Sangre De Traficante (2016)
- El Centenario (2016)